# Toyota Century
Toyota Century — 4-дверний седан вищого рівня, що виробляється компанією Toyota Motor Corporation і продається в основному в Японії. Хоча ціна Toyota Century аналогічна ціні на Lexus LS600h, тільки Century позиціонується на вищий рівень. Існує поліпшена модифікація салону з назвою Century Royal.
Назва Toyota Century дано у зв'язку зі 100-ю річницею з дня народження Сакіті Тойода (豊 田 佐吉, 1867/03/19 - 1930/10/30), засновника Toyota .
Нині на автомобілі не використовується символіки Toyota (хоча раніше використовувалася на багажнику), на всіх елементах зображено символ у вигляді фенікса або напис «CENTURY».
6 вересня 2023 року до люксового седана додали кросовер Toyota Century SUV.

## Перше покоління (G20/G30/G40)

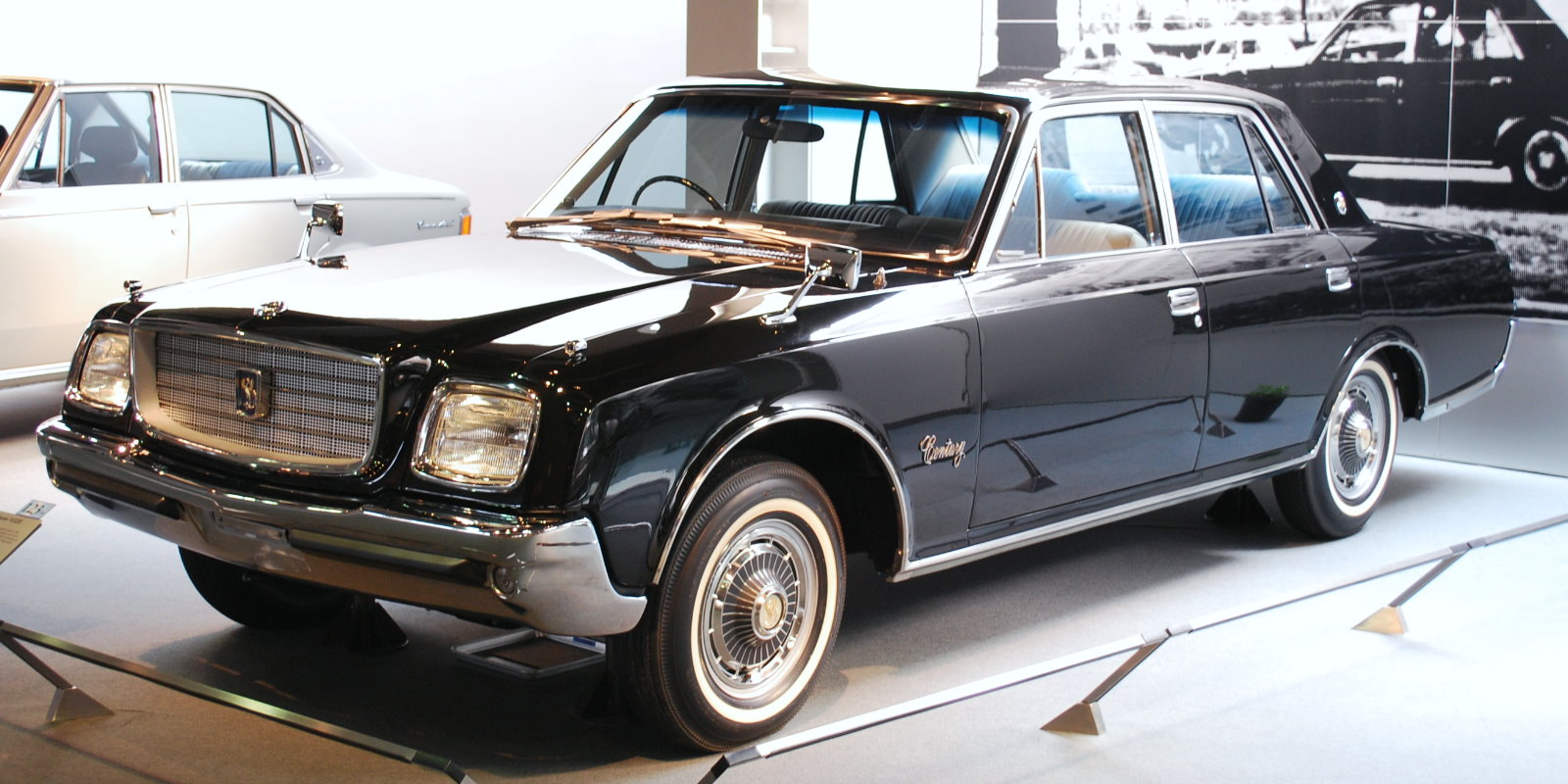
Toyota Century (G20) 1967

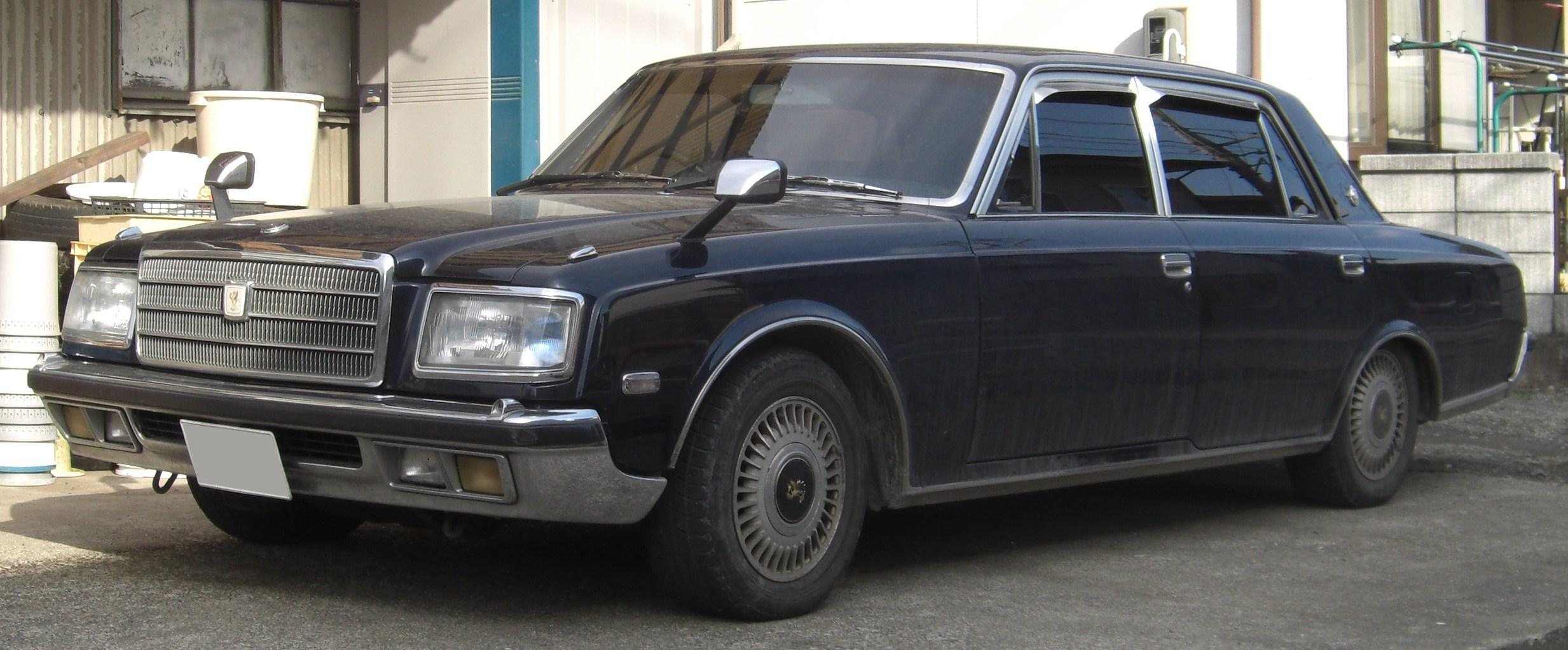
Toyota Century (G40)

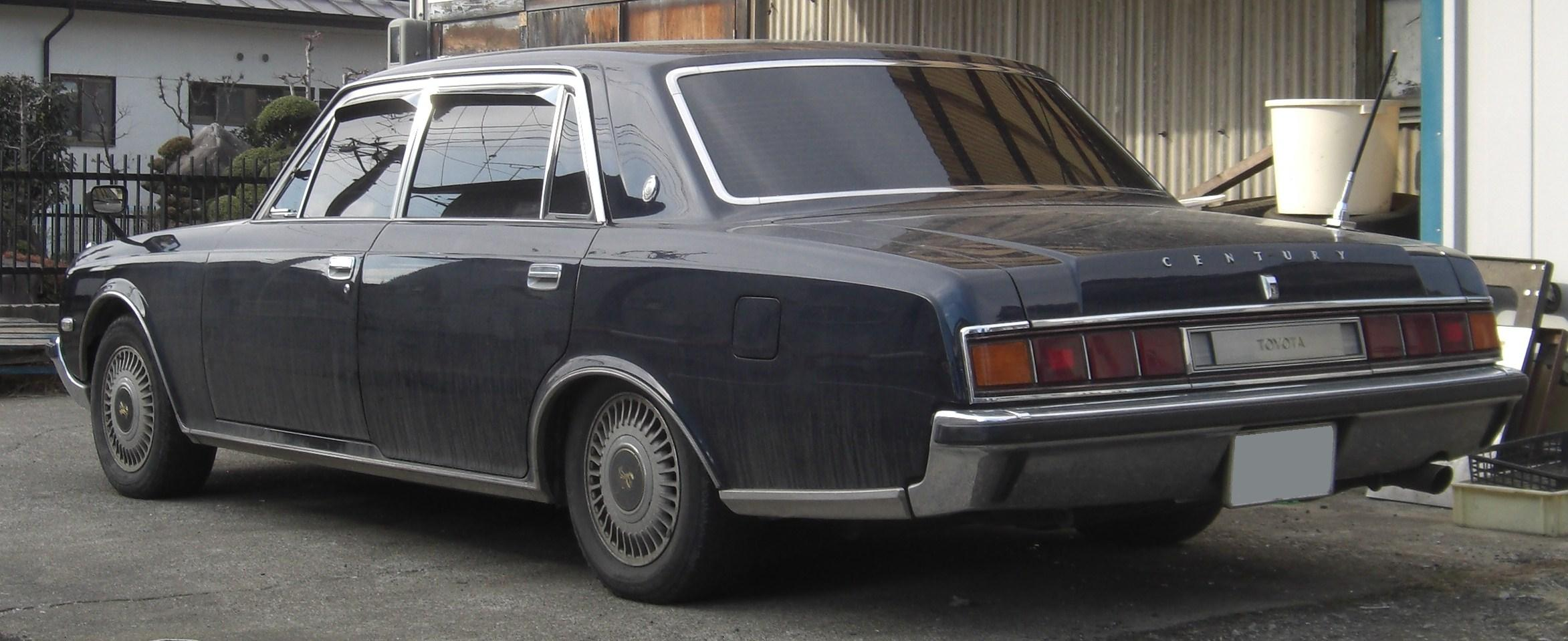
Toyota Century (G40)

Платформою першого Century (1967-1997) служив Toyota Crown Eight 1964 року з 2,6 літровим V8 Toyota 3V, і почав виготовлятися через два роки після появи в жовтні 1965 року Nissan President H150 і H250 з 4,0-літровим V8. У 1967 році Century був оснащена модернізованою версією двигуна Crown Eight, 3,0-літровим 3V. У 1973 році з'явився 4V-U об'ємом 3,4 л, потім в 1982 році 4,0-літровий 5V-EU, з установкою інжекторного вприскування палива і нової технології контролю викидів «Toyota TTC». Назви 3V, 4V-U і 5V-EU не показують число клапанів в двигуні, а просто вказують на модель двигуна в серії двигунів Toyota V.
У 1971 році став доступний автоматичний клімат контроль, що для того часу було інноваційної особливістю автомобіля.
Під час японського фінансового міхура, продаж Century виросла в два рази (з 1027 в 1985 році до 2117 в 1989 році). Але для Century не було достатньо на цей період розкоші, і в жовтні 1989 року з'явився лімузин Century. Він був на 650 мм довший за седан, і мав загальну довжину 5770 мм, та 3510 мм колісної бази. Задні двері стали на 150 мм ширшими, для більш збалансованого дизайну і простоти входу. Річний обсяг виробництва був запланований в 60 автомобілів. У вересні 1990 року з'явилася L-версія довжиною 5270 мм з колісною базою 3010 мм. Ця модель використовує ті ж великі задні двері, що і лімузин Century.

### Коди шасі
- VG20: 3,0 л 3V V8, 1967—1973
- VG21: 3,4 л 4V-U V8, 1973
- VG30: 3,4 л 4V-U V8, 1973—1977
- C-VG30: 1977
- E-VG35: 1978—1982
- VG40: 4,0 л 5V-EU V8, 1982—1997
- VG45: 4,0 л 5V-EU V8 (L-версія) 1990—1997

## Друге покоління (G50)

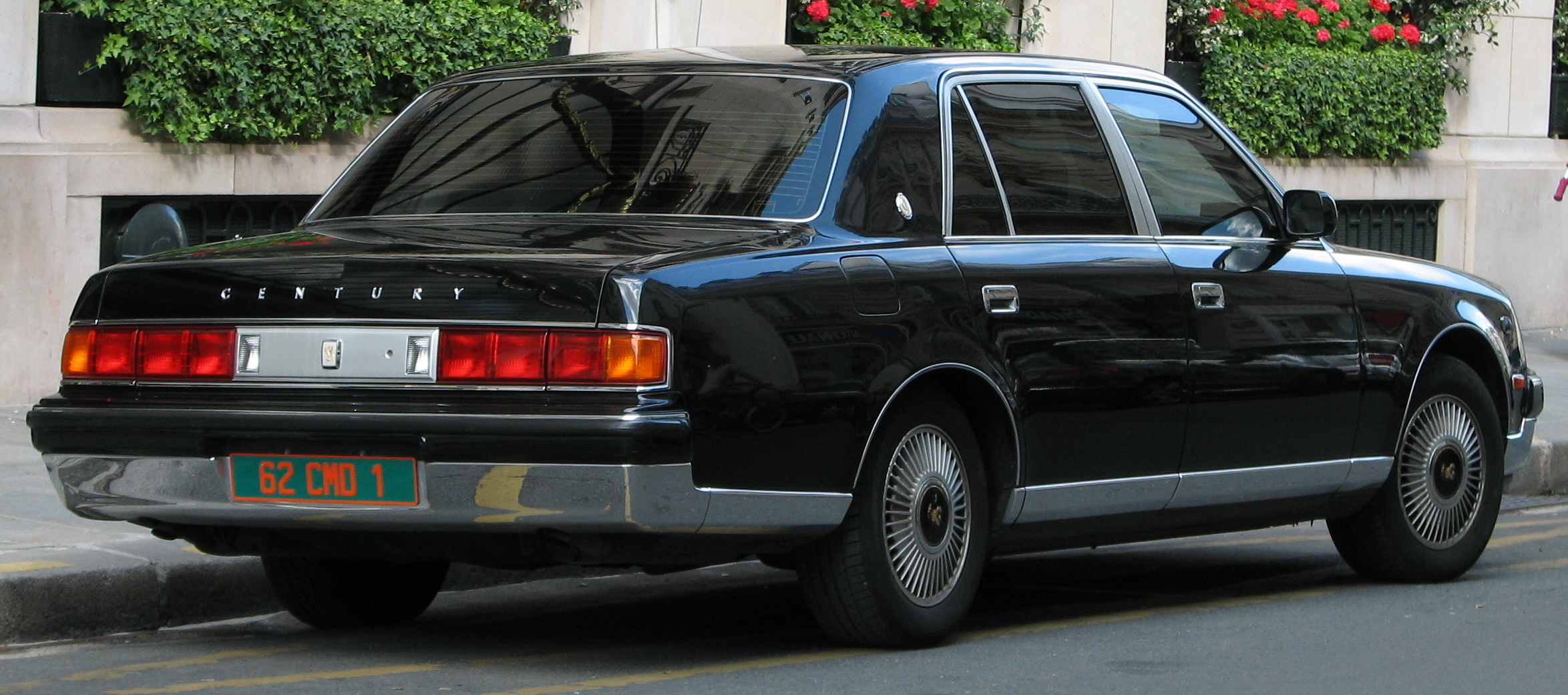

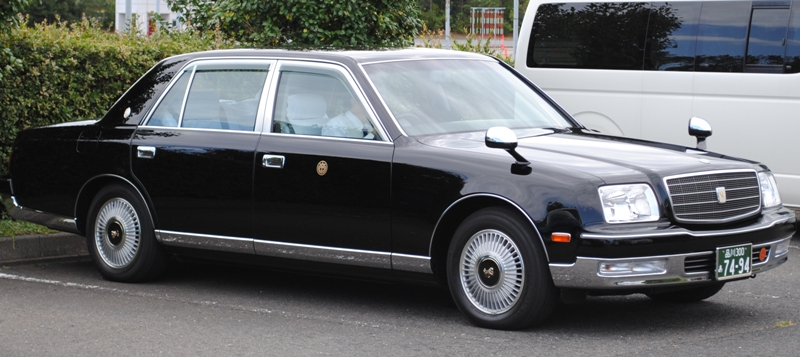
Toyota Century ІІ

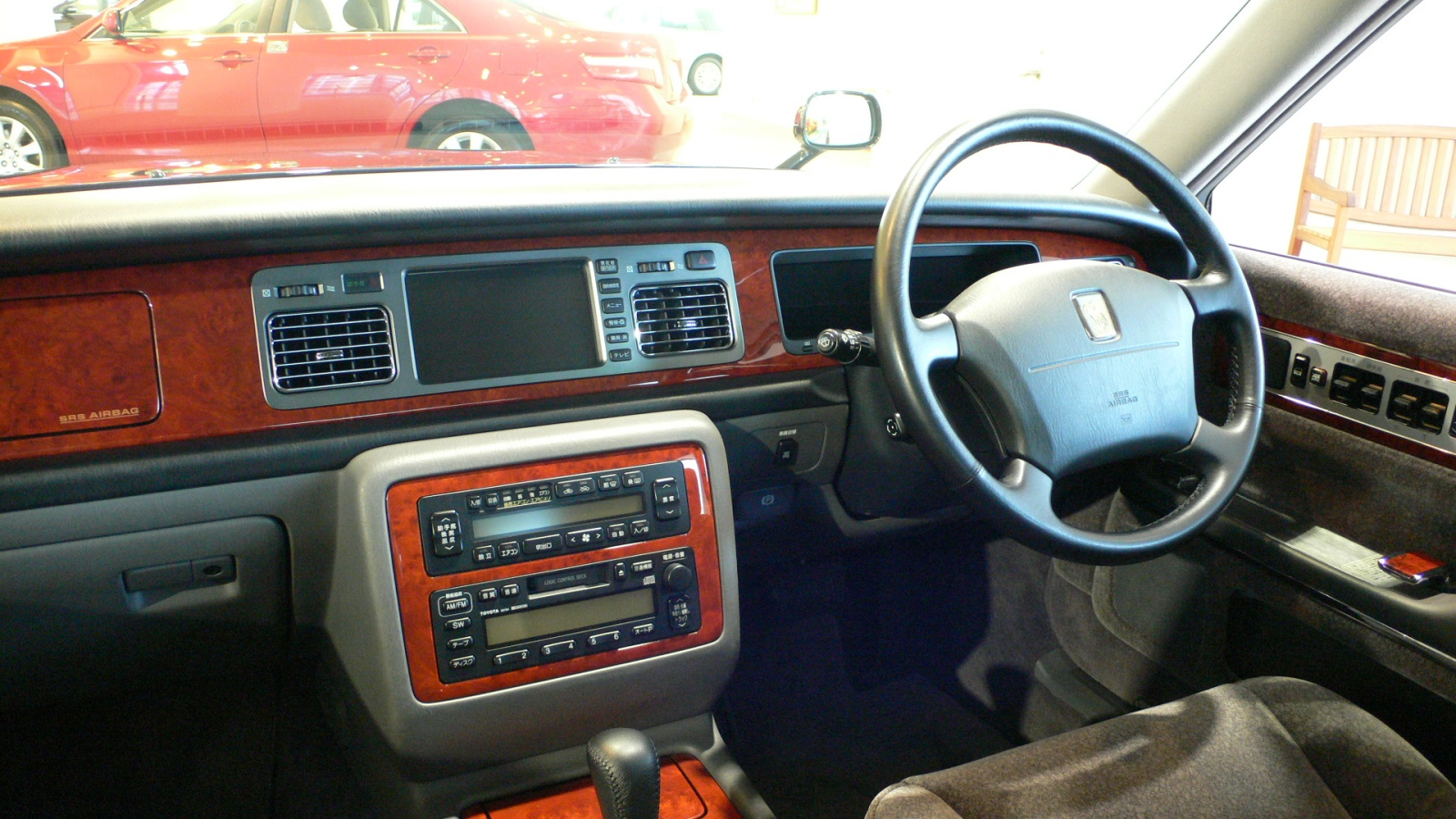
Toyota Century ІІ

Century другого покоління (1997-2017) візуально була як і раніше схожа на попереднє покоління. Саме ця модель виробляється сьогодні, вона оснащується 5,0-літровим, 280-сильним 1GZ-FE V12. Спочатку встановлювалася 4-ступенева автоматична коробка, яку в 2005 році було замінено на 6-ступеневу; автомобіль має пневматичну підвіску. Century залишається першим і єдиним японським передньодвигунним і задньопривідним автомобілем, оснащеним V12.
Century є найрозкішнішою моделлю Toyota з моменту його створення в 1967 році, і підтримував цей статус до кінця XX-го століття. Сьогодні він так само розташований вище автомобілів Lexus, і залишається найрозкішнішою і престижною моделлю з емблемою Toyota. Century розділяє роль флагмана з Toyota Crown Majesta з майже ідентичними габаритами, але з більш сучасним підходом і зовнішнім виглядом, який звернений до більш молодих покупців. Обидва автомобілі є винятковими для дилерської мережі в Японії.
Як і інші автомобілі вищого класу люкс, Century розроблений спеціально для задніх пасажирів. Отже, задні сидіння відкидаються і оснащені системою масажу, а сидіння переднього пасажира повністю складаються.
Обшивка салону, як правило, з вовняної тканини, а не шкіряна, яку можна бачити в багатьох розкішних автомобілях. Пов'язано це з тим, що шкіра скрипить, чого немає в тканинних салонах. Автомобіль для покупця доступний в будь-якому кольорі, проте, салон, як правило, має коричневий, бордовий або синій кольори, кузов же чорний. Автомобілі, призначені для таксі, зазвичай мають шкіряні інтер'єри сірих відтінків, для полегшення внутрішнього очищення і довговічності салону. Білі мереживні фіранки, як правило, встановлюється на задньому склі, а тонування вікон, сприймаються як необґрунтоване притягнення уваги.
У 2006 році, система G-BOOK була додана в список стандартних функцій. Хоча Century не експортували за межі Японії в великих кількостях, він часто використовувався чиновниками, які працюють в зарубіжних японських офісах і посольствах.
На відміну від інших розкішних автомобілів (наприклад, Maybach або Rolls-Royce), Century не розташований і не позиціонується як знак багатства або надлишку. Література з маркетингу стверджує, що «Century купується в результаті наполегливої роботи, зробленої в простому, але строгому костюмі».

### Toyota Century Royal

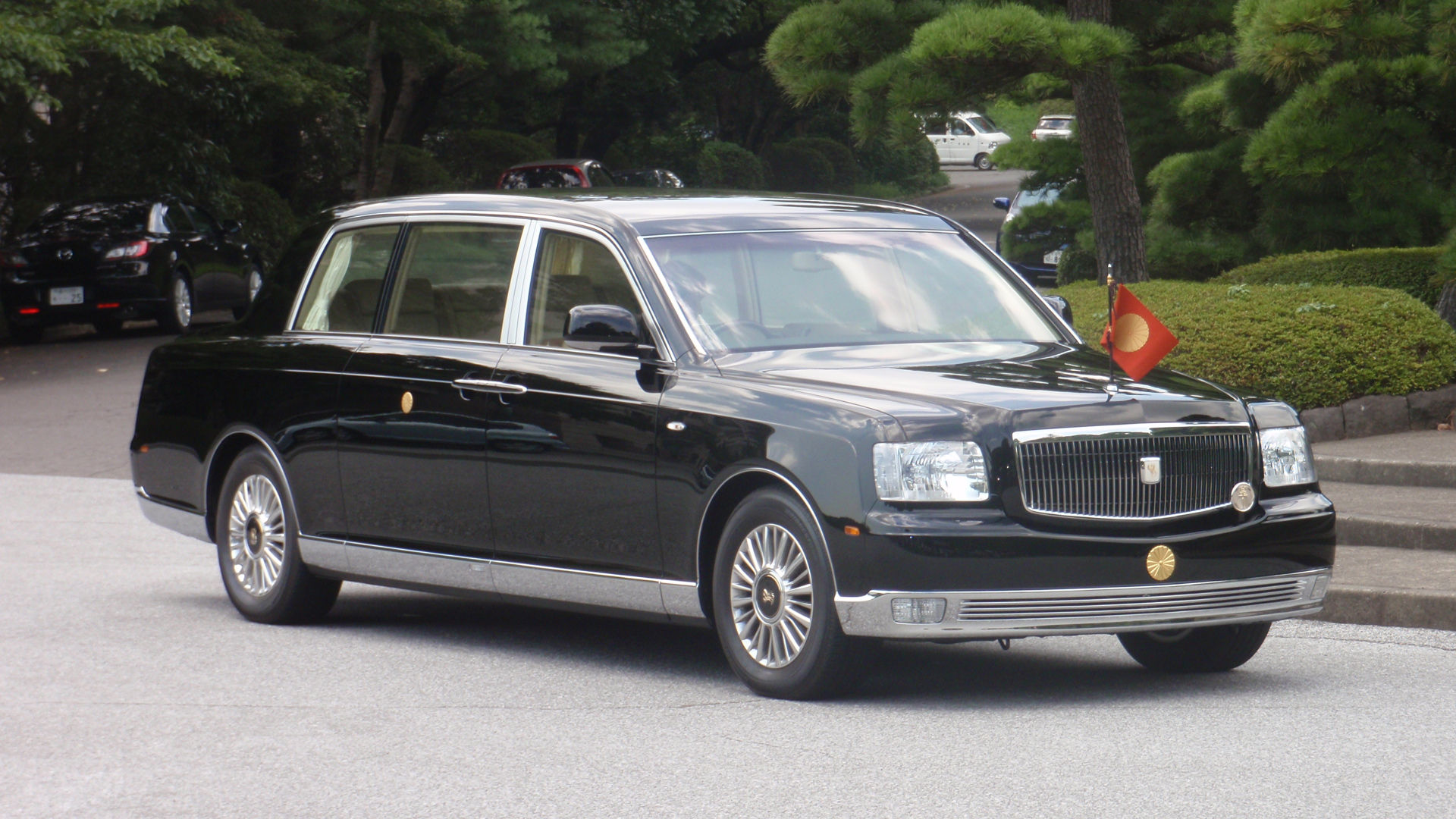
Toyota Century Royal

Спеціально для імператора Японії в 2006 році була розроблена подовжена модель Toyota Century Royal. Автомобіль був підготовлений на прохання Управління Імператорського двору Японського, для користування старшими членами Імператорського дому. Ця спеціальна версія має вовняну тканинну оббивку, внутрішній гранітний поріг і оббивка стелі салону з японської рисового паперу, а також засекречені заходи безпеки. Сидіння переднього пасажира обшиті шкірою.
Спочатку було замовлено п'ять автомобілів, але через індивідуальної вартості кожного, побудовано було лише чотири. Підвіска складається з подвійних поперечних важелів як для передніх, так і задніх коліс. Двигун використовується той же, що і на другому покоління Toyota Century, 5,0-літровий V12 потужністю 280 к.с.
Цей автомобіль замінив парк з восьми 40-річних лімузинів Nissan Prince Royal, які почали ламатися в процесі експлуатації через свій вік. Так, Prince Royal був знятий з експлуатації, але звичайний Century не був готовий для такої служби. Century Royal є ексклюзивним автомобілем і був представлений 7 липня 2006 року. Коли всередині їде Імператор, на місці з номерного знака розміщено зображення Імператорської друку, а на зовнішніх сторонах обох задніх пасажирських дверей зображені 16 пелюсток хризантеми золотого кольору, з відсиланням на Хризантемовий трон.
Довжина седана Century Royal становить 6155 мм (при базі 3510 мм), а ширина - 2050 мм. Важить Royal 2920 кг. Автомобіль оснащений різними засобами безпеки, а також внутрішніми порогами з граніту, оббивкою стелі з рисового паперу, а крісел - з вовни.
Лімузин можна порівняти з Maybach 62. Обидва ці автомобіля більші і важчі, ніж Rolls-Royce Phantom 2003. Century Royal звільнений від японських правил, що стосуються габаритів і об'єму двигуна. Імператори раніше пересувалися на Nissan Prince Royal (1967-2008), Cadillac Series 75 (1951-1970), Mercedes-Benz 770 W07 Series (1932-1968), Rolls-Royce Silver Ghost (1921-1936), Daimler (1913-1927).

### Коди шасі
- GZG50: 5.0 л 1GZ-FE V12
- GZG51: 5.0 л 1GZ-FE V12 (Century Royal)

## Третє покоління (G60; 2018–наш час)

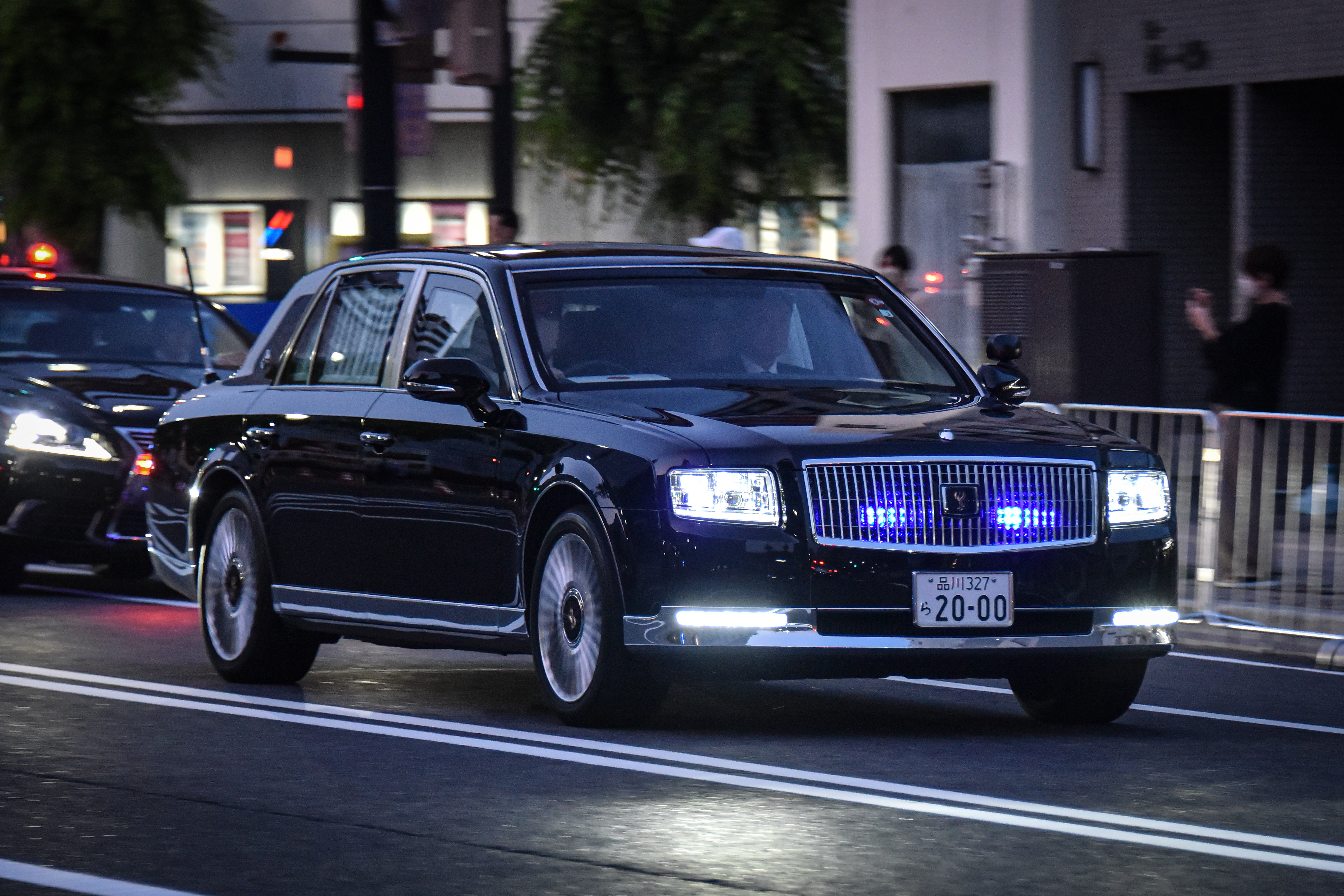
Toyota Century ІІІ

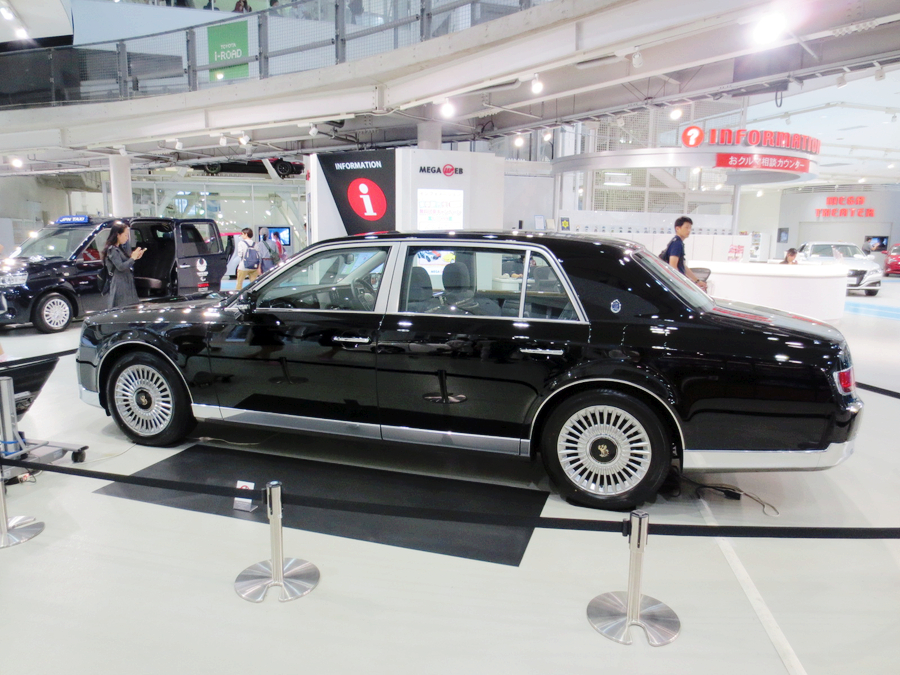
Toyota Century ІІІ

Третє покоління Century було представлено на Токійському автосалоні 2017 року. Довжина, ширина, висота Century становлять 5335 мм, 1930 мм, 1505 мм, колісна база простягається на 3090 мм.

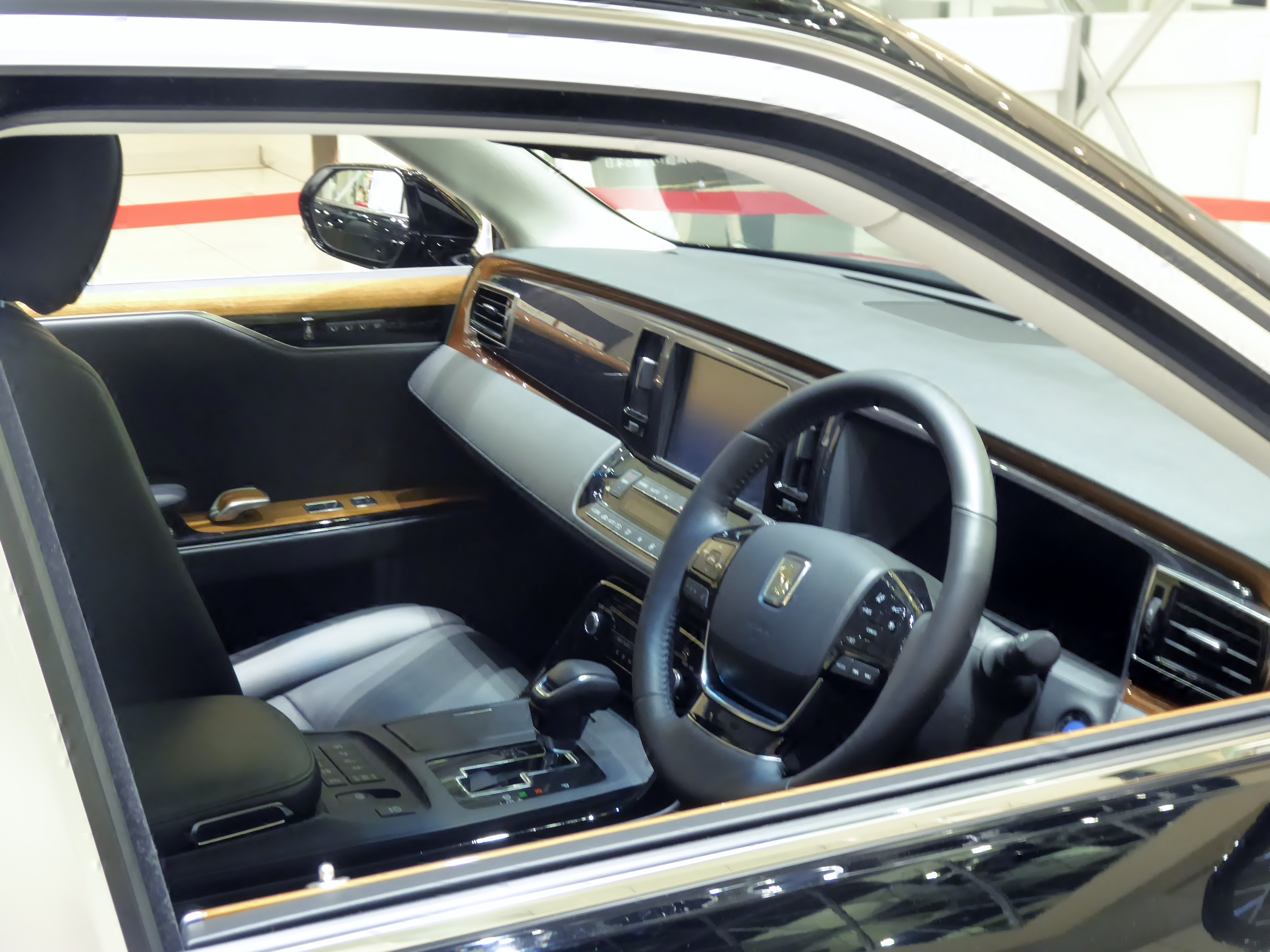

Автомобіль оснащений 5,0-літровим двигуном 2UR-FSE V8 з серії Toyota Hybrid System II потужністю і електродвигуном потужністю 224 к.с., сумарна потужність гібрида складає 431 к.с.
Крім звичайної версії буде продаватися спортивна версія Toyota Century GRMN.

### Коди шасі
- UWG60: 5.0 л 2UR-FSE V8 381 к.с. + синхронний електродвигун 1KM AC 224 к.с. сумарно 431 к.с.

## Модель SUV (G70; 2023–наш час)

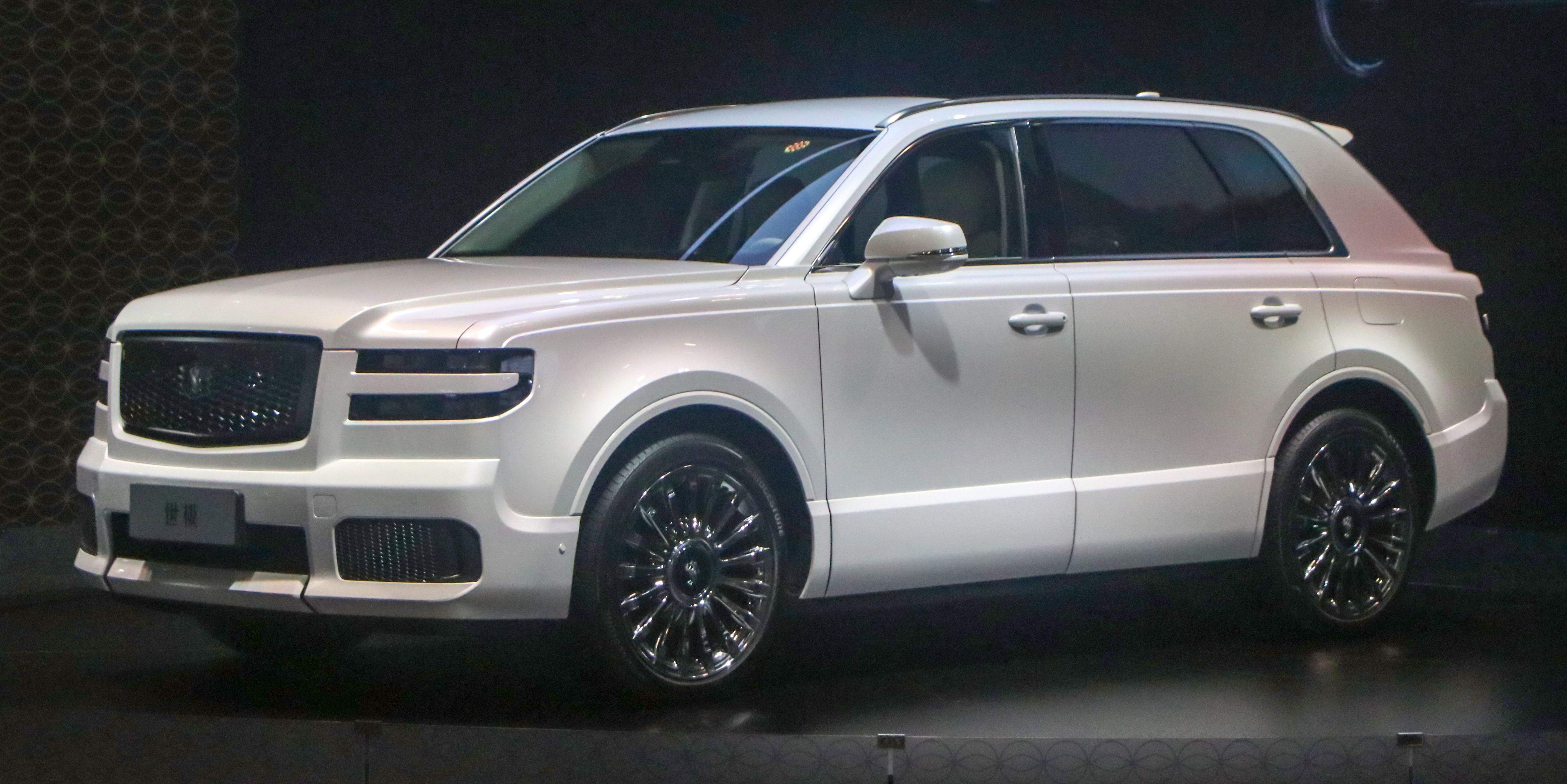
Toyota Century SUV (G70)

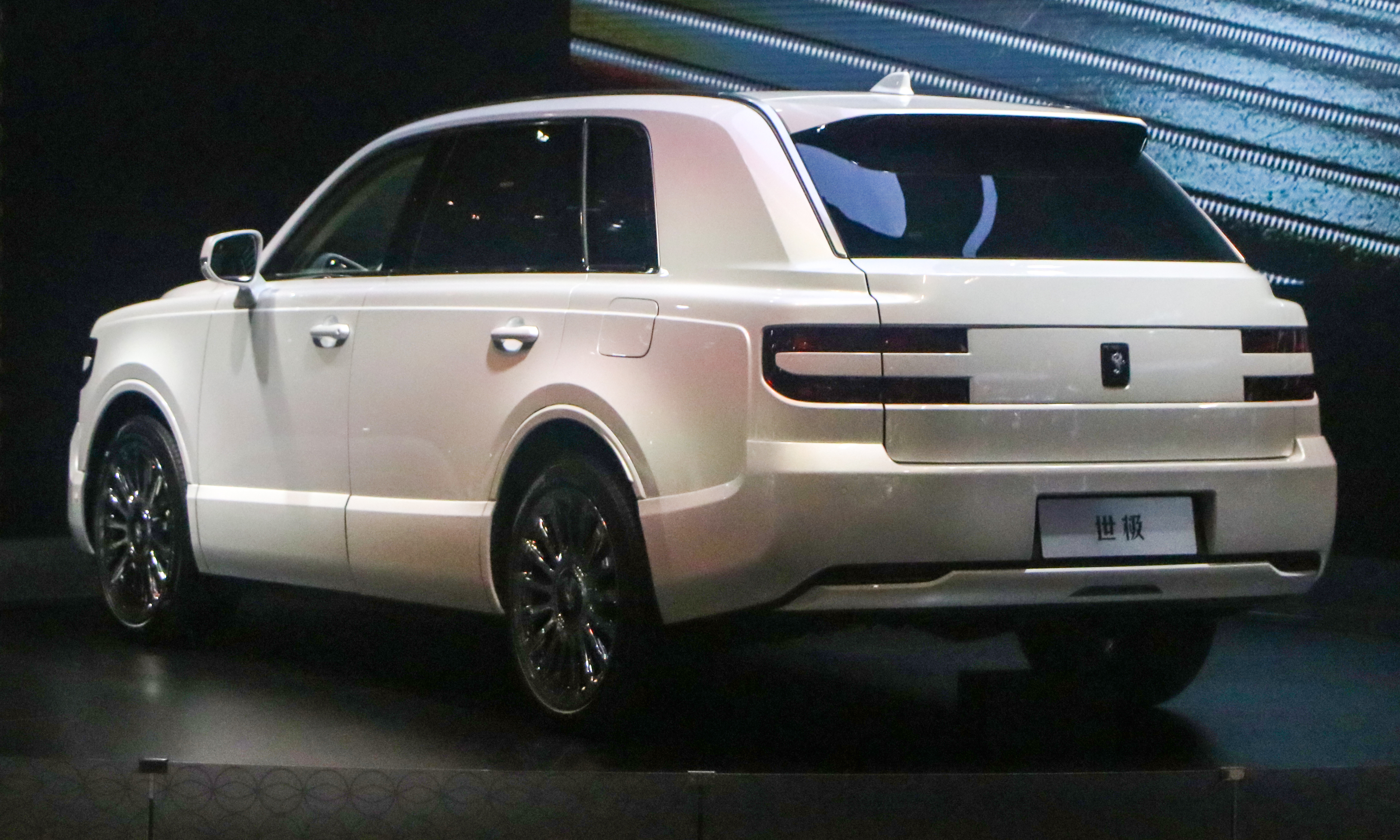
Toyota Century SUV (G70)

Модель позашляховика Century була представлена 6 вересня 2023 року. Він побудований на передньопривідній платформі GA-K, яка використовується для північноамериканського ринку Grand Highlander і Lexus TX. Стандартним є 3,5-літровий двигун 2GR-FXS V6 з гібридною трансмісією.
Toyota Century SUV одержала систему Dynamic Rear Steering. Вона дає змогу повертати всіма чотирма колесами, щоб зменшити кут розвороту.

### Двигун
Plug-in hybrid:
- 3.5 L 2GR-FXS V6 406 к.с. (GRG75)